# Popis zabranjenih autora u Trećem Reichu
U svibnju i lipnju 1933. godine započela je cenzura knjiga i tiskovina koje su nacisti smatrali da nisu u skladu s njihovom ideologijom. Spaljivanje knjiga i ostalih tiskovina ostavilo je veliki trag na svjetsku književnost, a mnogi autori bili su prisiljeni pobjeći iz Njemačke kako bi se spasili. Službeni popis zabranjenih autora objavljen je od strane nacističkog ministarstva za medije i propagandu, a na tom popisu bili su autori koji su sami bili ili su bilo kako bili povezani s pacifizmom, komunizmom, judaizmom i drugim neželjenim ideologijama. 
| Indeks: 0-9 A B C Č Ć D Dž Đ E F G H I J K L Lj M N Nj O P Q R S Š T U V W X Y Z Ž |

## A
- Alfred Adler
- Hermann Adler
- Max Adler
- Raoul Auernheimer

- Otto Bauer
- Vicki Baum
- Johannes R. Becher
- Richard Beer-Hofmann
- Walter Benjamin
- Walter A. Berendsohn
- Ernst Bloch
- Felix Braun
- Bertolt Brecht
- Willi Bredel
- Hermann Broch
- Ferdinand Bruckner

## D
- Ludwig Dexheimer[1]
- Alfred Döblin
- John Dos Passos

## E
- Albert Ehrenstein

- Albert Einstein
- Carl Einstein
- Friedrich Engels

## F
- Lion Feuchtwanger
- Marieluise Fleißer
- Leonhard Frank
- Anna Freud
- Sigmund Freud

- Egon Friedell

## G
- André Gide
- Claire Goll
- Oskar Maria Graf
- George Grosz

## H
- Ernst Haeckel
- Jaroslav Hašek
- Walter Hasenclever
- Raoul Hausmann
- Heinrich Heine
- Ernest Hemingway

- Magnus Hirschfeld
- Jakob van Hoddis
- Ödön von Horvath
- Karl Hubbuch

## I
- Vera Inber

## J
- Hans Henny Jahnn
- Georg Jellinek

## K
- Erich Kästner
- Franz Kafka

- Georg Kaiser
- Mascha Kaleko
- Hermann Kantorowicz
- Karl Kautsky
- Hans Kelsen
- Alfred Kerr
- Irmgard Keun
- Klabund
- Annette Kolb
- Paul Kornfeld
- Siegfried Kracauer
- Karl Kraus
- Adam Kuckhoff

## L
- Else Lasker-Schüler
- Vladimir Lenin
- Karl Liebknecht

- Jack London
- Ernst Lothar
- Emil Ludwig
- Rosa Luxemburg

## M
- André Malraux
- Heinrich Mann
- Klaus Mann
- Thomas Mann

- Hans Marchwitza
- Ludwig Marcuse
- Karl Marx
- Vladimir Mayakovsky
- E.C. Albrecht Meyenberg
- Walter Mehring
- Gustav Meyrink
- Ludwig von Mises
- Erich Mühsam
- Robert Musil

## N
- Alfred Neumann
- Robert Neumann

## O
- Carl von Ossietzky

## P
- Adelheid Popp
- Hertha Pauli
- Marcel Proust

## R
- Fritz Reck-Malleczewen
- Gustav Regler
- Wilhelm Reich
- Erich Maria Remarque
- Karl Renner
- Joachim Ringelnatz
- Joseph Roth

## S
- Nelly Sachs
- Felix Salten
- Rahel Sanzara
- Arthur Schnitzler
- Alvin Schwartz
- Anna Seghers
- Walter Serner
- Ignazio Silone
- Rudolf Steiner
- Carl Sternheim

## T
- Ernst Toller
- Friedrich Torberg
- B. Traven
- Leon Trotsky
- Kurt Tucholsky

## W
- Jakob Wassermann
- Armin T. Wegner
- H. G. Wells
- Franz Werfel
- Eugen Gottlob Winkler
- Friedrich Wolf

## Z
- Carl Zuckmayer
- Arnold Zweig
- Stefan Zweig